# Josef Stach
Josef Stach (10. března 1915 Plzeň – 14. prosince 1945 Přední Lhota) byl československý pilot 311. československé bombardovací perutě RAF.

## Život

### Před druhou světovou válkou
Josef Stach se narodil 10. března 1915 v Plzni v rodině Arnošta Stacha a Marie, rozené Hegnerové. Vyučil se zámečníkem. Stal se členem Západočeského aeroklubu a 14. července 1937 absolvoval zkoušky na pilota sportovních a turistických letadel. Dne 1. října téhož roku nastoupil prezenční vojenskou službu, základní výcvik prodělal v Příbrami a poté byl odvelen do Hradce Králové k leteckému pluku 4., kde absolvoval poddůstojnickou školu. Během roku 1938 prošel pilotními výcviky v Chebu a Piešťanech. K 15. lednu 1939 byl umístěn k 64. zvědné letce v Piešťanech, kde létal na strojích Aero A-100.

### Druhá světová válka
Po německé okupaci opustil Josef Stach 19. srpna 1939 ilegálně Protektorát Čechy a Morava a přešel do Polska, kde 25. téhož měsíce vstoupil do armádního letectva. Vzhledem k rychlosti událostí po napadení Polska nacistickým Německem se k bojovému létání nedostal a 19. září 1939 společně s dalšími přešel rumunské hranice, za kterými byl internován. Po propuštění se během října a listopadu téhož roku přesunul přes Constanțu a Sýrii do Francie, kde se prezentoval u nově vznikající československé zahraniční jednotky v Agde. Zde byl zařazen k letecké skupině a odeslán do Bordeaux, kde měl nastoupit k leteckému výcviku. Než se tak stalo Francie kapitulovala a Josef Stach se musel evakuovat do Spojeného království. Zde byl 26. července 1940 přijat do Royal Air Force. Pilotní výcvik a sérii dalších kurzů nastoupil 26. října téhož roku v Babbacombe, poté v Brize Nortonu a Yatesbury. Dne 5. listopadu 1941 byl přiřazen 311. československé bombardovací peruti v East Wretham, kde dále pokračoval ve výcviku. Ten ukončil 22. června 1942, bojový křest si ale odbyl již 2. června jako druhý pilot při náletu na Essen. Poté létal dlouhé protiponorkové lety na strojích Vickers Wellington nejprve jako druhý pilot, posléze jako kapitán. Od srpna 1943 přešla peruť na stroje Consolidated B-24 Liberator. Třikrát musel čelit nad Biskajským zálivem německým dálkovým stíhačům, posádka si dokonce zapsala jeden sestřel stroje Junkers Ju 88 (vel. Uffz. Ernst Itzigehl). Bojový turnus ukončil 22. dubna 1944, poté do konce války zalétával nové nebo opravené stroje. Dosáhl hodnosti poručíka.

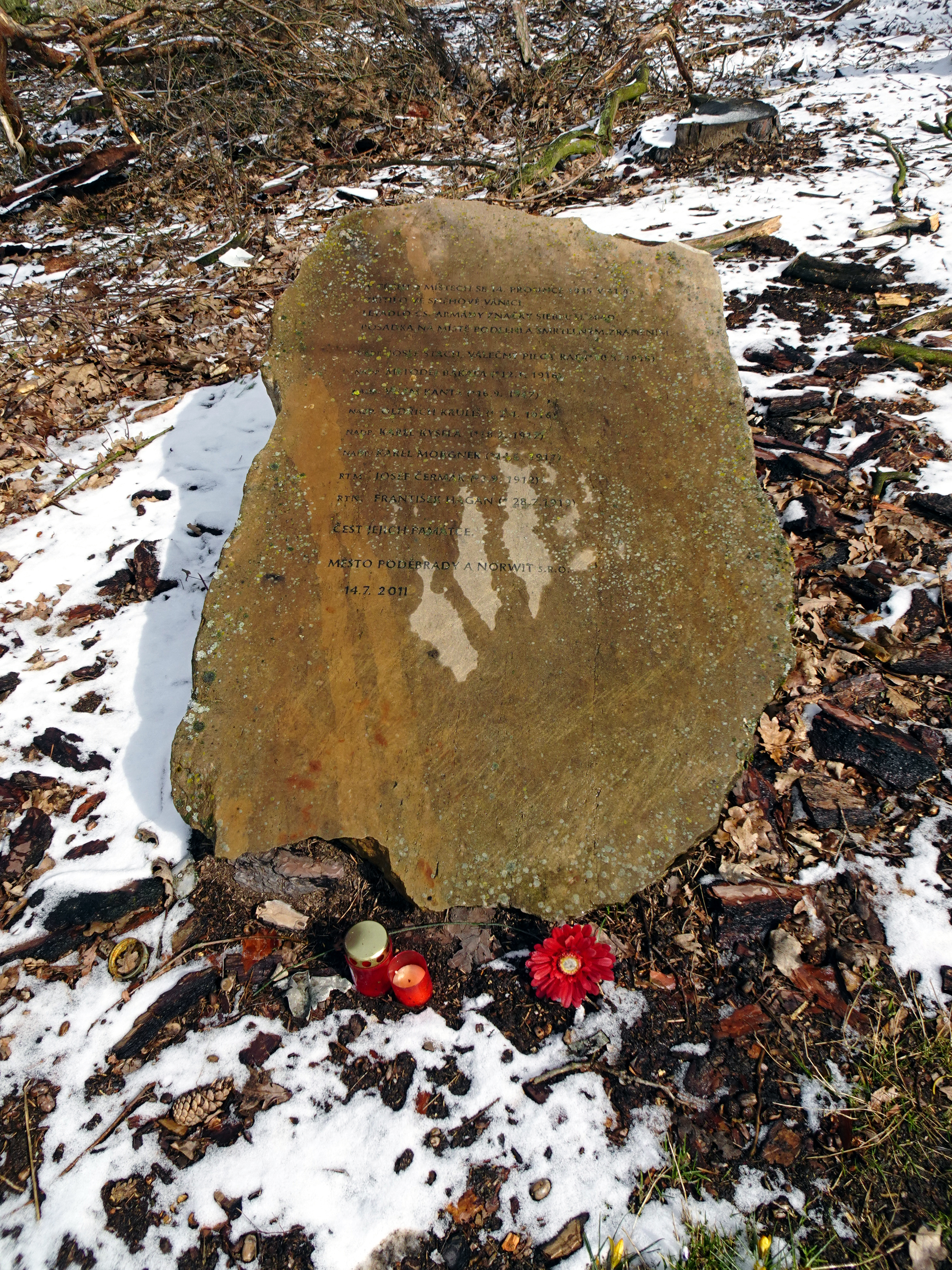
Památník na místě neštěstí v Přední Lhotě

### Po druhé světové válce
Po návratu do Československa byl Josef Stach zařazen k Letecké dopravní skupině na letišti v Ruzyni. Požádal o demobilizaci a k 1. lednu 1946 měl nastoupit k Československým aeroliniím. Dne 14. prosince 1945 byl nucen zaskočit při cvičném letu pro frekventanty kurzu letecké navigace. V nepříliš dobrém počasí odstartoval z ruzyňského letiště na stroji Siebel Si 204D. Sedmnáct minut po startu se dostal do sněhové vánice, jeden z motorů začal hořet a stroj se zřítil nedaleko Poděbrad mezi Přední Lhotou a Pískovou Lhotou. Všech osm přítomných na palubě letadla zemřelo. Pohřben byl 21. prosince na Vinohradském hřbitově.

V TĚCHTO MÍSTECH SE 14. PROSINCE 1945 V 11.45 ZŘÍTILO VE SNĚHOVÉ VÁNICI LETADLO ČS. ARMÁDY ZNAČKY SIEBEL SI 204D. POSÁDKA NA MÍSTĚ PODLEHLA SMRTELNÝM ZRANĚNÍM.

NADP. JOSEF STACH, VÁLEČNÝ PILOT RAF (*10.3.1915)

NADP. METODĚJ BAKALA (*12.1.1916)

NADP. VILÉM KANTA (*16.9.1917)

NADP. OLDŘICH KRULIŠ (*2.4.1916)

NADP. KAREL KYSELA (*18.2.1917)

NADP. KAREL MORGNER (*14.6.1917)

RTM. JOSEF ČERMÁK (*3.9.1912)

RTN. FRANTIŠEK HAGAN (*28.7.1919)

ČEST JEJICH PAMÁTCE.

MĚSTO PODĚBRADY A NORWIT S.R.O.

14.7.2011

## Ocenění

### Vyznamenání
- 1942 + 3x Československý válečný kříž 1939
- 1942 Československá medaile Za chrabrost před nepřítelem
- Československá medaile za zásluhy I. stupně
- Pamětní medaile československé armády v zahraničí
- 1943 Záslužný letecký kříž (Spojené království)
- Hvězda 1939–1945
- Evropská hvězda leteckých posádek
- Hvězda Atlantiku
- Britská medaile Za obranu
- Válečná medaile 1939–1945

### Posmrtná ocenění
- Josef Stach byl v roce 1947 in memoriam povýšen do hodnosti kapitána, v roce 1991 do hodnosti plukovníka

### Související článek
- Seznam leteckých nehod vojenských strojů Československé republiky